# 時空の覇者 Somewhere Back In Time
『時空の覇者 Somewhere Back In Time』(Somewhere Back In Time The Best Of 1980-1989)は、2008年に発表されたアイアン・メイデンのコンピレーション・アルバム。
アイアン・メイデン初期と呼ばれる1980年から1989年までの曲を集めたものであるが、ポール・ディアノ在籍時の楽曲はすべてブルース・ディッキンソンのヴォーカルによるライヴ音源となっている。(ライヴ音源は「死霊復活」 - Live After Death に収録されているもの。)

## 収録曲
1. イントロ(チャーチルズ・スピーチ) - Intro (Churchill's Speech)
2. 撃墜王の孤独 - Aces High　[ライヴ]
3. 悪夢の最終兵器(絶滅2分前) - 2 Minutes To Midnight
4. 明日なき戦い - The Trooper
5. ウェイステッド・イヤーズ - Wasted Years
6. 吸血鬼伝説 - Children Of The Damned
7. 魔力の刻印 - The Number Of The Beast
8. 誇り高き戦い - Run To The Hills
9. オペラの怪人 - Phantom Of The Opera　[ライヴ]
10. ジ・イーヴル・ザット・メン・ドゥ - The Evil That Men Do
11. ラスチャイルド - Wrathchild　[ライヴ]
12. キャン・アイ・プレイ・ウィズ・マッドネス - Can I Play With Madness
13. パワースレイヴ～死界の王、オシリスの謎 - Powerslave
14. 審判の日 - Hallowed Be Thy Name
15. 鋼鉄の処女 - Iron Maiden　[ライヴ]